# Fred de Graaf
Godefridus Jan (Fred) de Graaf (ur. 28 lutego 1950 w Roosendaal) – holenderski polityk, prawnik i samorządowiec, parlamentarzysta, w latach 2011–2013 przewodniczący Eerste Kamer.

## Życiorys
Z wykształcenia prawnik, w 1975 ukończył studia na Uniwersytecie w Groningen, po czym do 1981 pracował w ministerstwie spraw wewnętrznych. W 1976 później dołączył do Partii Ludowej na rzecz Wolności i Demokracji (VVD). W latach 1978–1981 był radnym gminy Voorschoten. Od 1981 do 1989 pełnił funkcję burmistrza Leersum, a następnie do 1999 burmistrza Vught. W latach 1999–2011 zajmował stanowisko burmistrza miasta Apeldoorn. W latach 2003–2015 był członkiem Eerste Kamer, od 2011 do 2013 sprawował urząd przewodniczącego izby wyższej holenderskich Stanów Generalnych. Kilkakrotnie od połowy lat 90. powoływany na funkcję tymczasowego burmistrza różnych miejscowości, m.in. Amstelveen i Enschede.

## Odznaczenia
- Kawaler Orderu Oranje-Nassau (1997)
- Oficer Orderu Oranje-Nassau (2011)[1]